# Synaptophysine
La synaptophysine est une protéine de la famille des glycoprotéines. Elle est utilisée en histochimie pour l'immunomarquage. Elle est en effet exprimée par les tumeurs neuroendocrines — cancer bronchique à petites cellules, phéochromocytome, tumeur carcinoïde, gastrinome (en)… — et permet leur identification. Son gène est le SYP situé sur le chromosome X humain.
1. 1 2 3  GRCh38: Ensembl release 89: ENSG00000102003 - Ensembl, May 2017
2. 1 2 3  GRCm38: Ensembl release 89: ENSMUSG00000031144 - Ensembl, May 2017
3. ↑  « Publications PubMed pour l'Homme », sur National Center for Biotechnology Information, U.S. National Library of Medicine
4. ↑  « Publications PubMed pour la Souris », sur National Center for Biotechnology Information, U.S. National Library of Medicine